# Ceratocombus hawaiiensis
Ceratocombus hawaiiensis är en insektsart som beskrevs av Robert L. Usinger 1946. Ceratocombus hawaiiensis ingår i släktet Ceratocombus och familjen dvärgskinnbaggar. Inga underarter finns listade i Catalogue of Life.